# Міжнародний книжковий ярмарок у Варшаві
Міжнародний книжковий ярмарок – організований спочатку в Познані, потім з 1958 року в Палаці культури та науки у Варшаві, об’єднує видавців, продавців книг, авторів та читачів. Провідна комерційна та культурна подія такого роду в країнах Центральної Європи. Від початку його організовує Центр зовнішньої торгівлі Ars Polona у Варшаві. 2023 року ярмарок повернеться під цією назвою після тринадцятирічної перерви.

## Почесні звання
На ярмарку було відзначено такі країни, організації чи окремих осіб:
- 2002 – Литва та Латвія
- 2003 - Іспанія
- 2004 - Росія
- 2005 – Швейцарія
- 2006 - Німеччина
- 2007 – Україна
- 2008 – Ізраїль
- 2009 – Рада Європи
- 2010 – Фредерік Шопен